# Turnul Lemnarului din Brașov
Turnul Lemnarului face parte din Fortificațiile Brașovului, respectiv din zidul de apărare a cetății.
Ca parte a zidului de sud-est al ansamblului fortificațiilor orașului, Turnul Lemnarului este declarat monument istoric, idetificat cu numele „Turn de apărare SE 1” (cod LMI BV-II-m-A-11294.04).

## Prezentare
Turnul este unul dintre cele 28 de turnuri de pulbere, de formă pătrată, care făceau parte din fortificațiile cetății. Dintre acestea, doar 6 s-au mai păstrat până astăzi, 2 pe latura nord-vestică și 4 pe latura de sud-est a cetății. Turnul Lemnarului este unul dintre acestea din urmă, alături de Turnul Vânătorilor. 

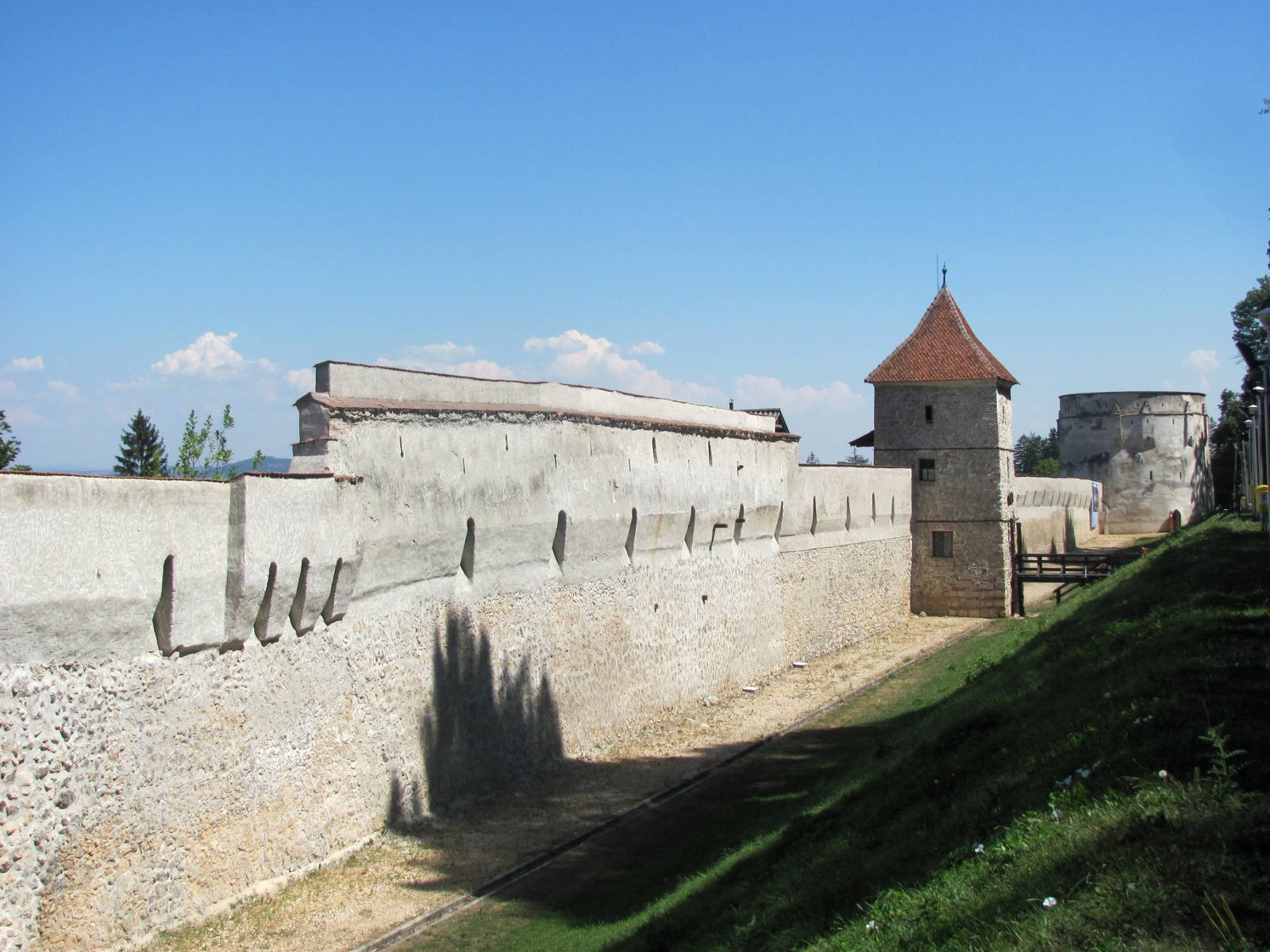
Latura de sud-est a zidurilor cetății cu Turnul Lemnarului și Bastionul Postăvarilor

Este situat pe latura sud-estică a zidurilor cetății, sub Tâmpa, pe aleea Tiberiu Brediceanu, lângă bastionul Postăvarilor.
Fiind situat foarte aproape de centrul Brașovului, turnul este ușor accesibil din mai multe direcții.
În prezent, acest turn găzduiește un atelier de sculptură și o mică expoziție cu produsele realizate. Sunt prezentate în mare parte lucrări de artă populară și exponate specifice breslei lemnarilor: sculpturi în lemn realizate în micul atelier de aici. Se fac demonstrații practice de sculptură, modelaj în lut și ceramică manuală.